# Utrecht (tỉnh)
Utrecht (phát âm tiếng Hà Lan: [ˈytrɛxt] ⓘ) là tỉnh nhỏ nhất của Hà Lan, tọa lạc ở miền trung quốc gia này. Tỉnh Utrecht giáp Eemmeer về phía bắc, Gelderland về phía đông, sông Rhine về phía nam, Zuid-Holland về phía tây và Noord-Holland về phía tây bắc. Utrecht có các thành phố gồm Utrecht), Amersfoort và Zeist.
Trong thời Trung cổ, phần lớn khu vực của tỉnh ngày nay do giáo khu Utrecht cai trị. Giáo khu này được lập năm 722 bởi Willibrord. Có nhiều cuộc chiến tranh giữa Utrecht và các hạ và các lãnh địa xung quanh như Holland, Guelders và Brabant. Các thị xã Oudewater, Woerden và Vianen đã được lần lượt chuyển từ tỉnh Zuid-Holland sang Utrecht năm 1970, 1989 và 2002.

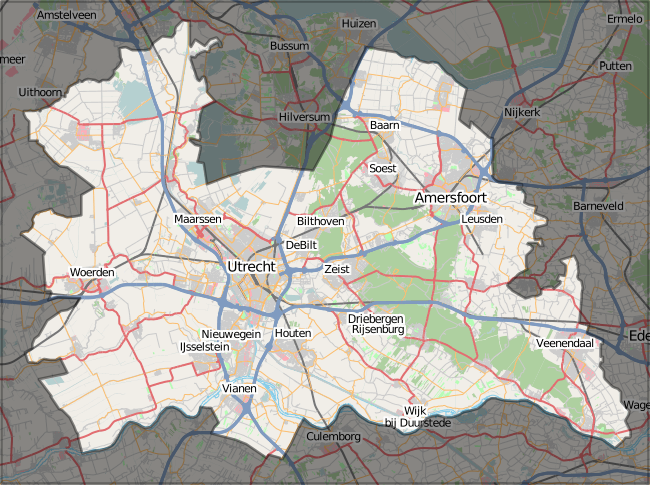
Utrecht